# Dearborn Station

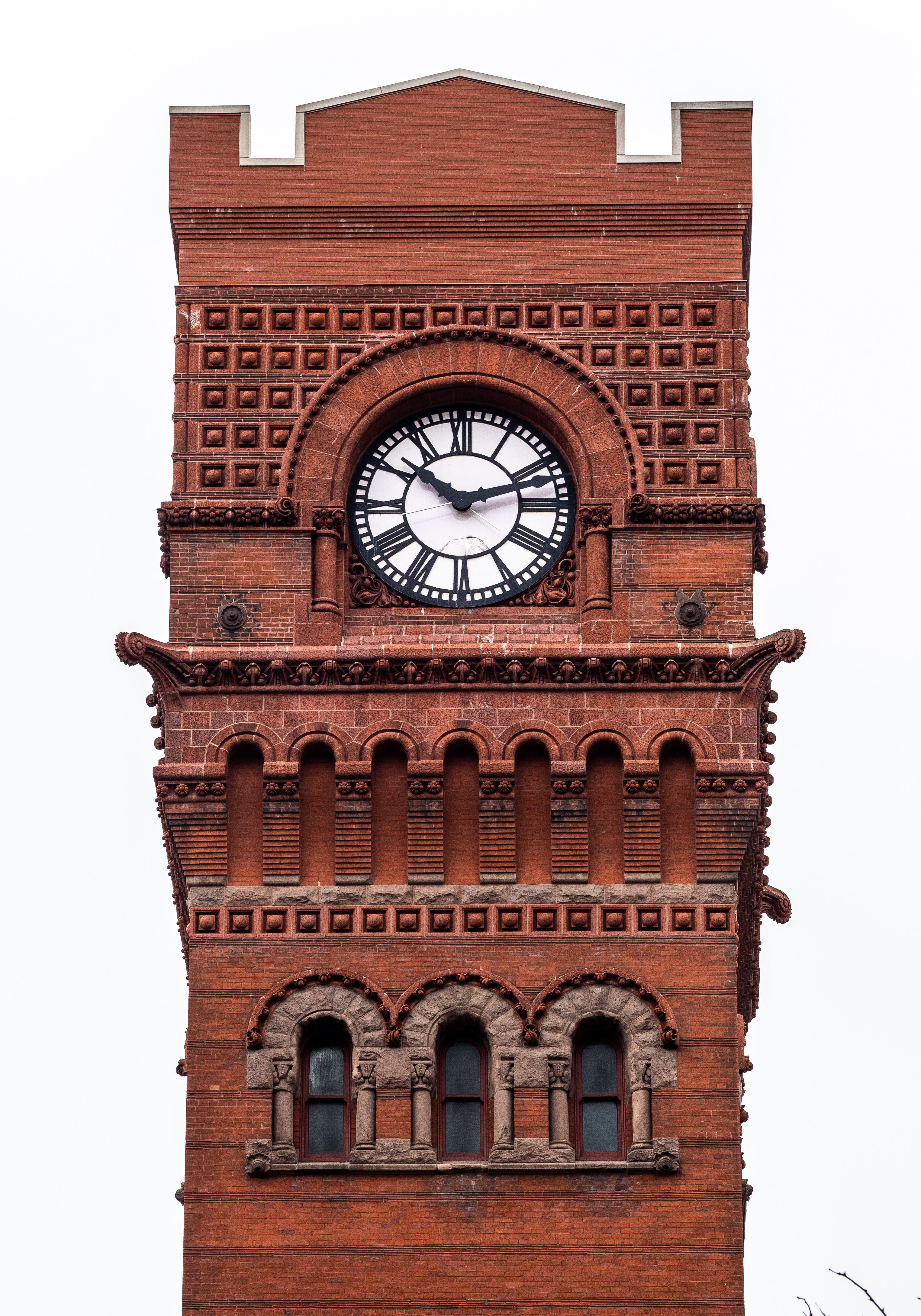
Detailansicht des Uhrenturms

Die Dearborn Station (auch: Dearborn Street Station, Polk Street Station) ist ein ehemaliger Bahnhof in Chicago im US-Bundesstaat Illinois.
Das 1885 errichtete Empfangsgebäude befindet sich an der Polk Street im südlichen Teil des Chicago Loops und ist das älteste erhaltene der Stadt.:114
Seit März 1976 ist es im National Register of Historic Places gelistet; seit 1982 gilt es zudem als städtisches Wahrzeichen.

## Geschichte

### Errichtung zu Ende des 19. Jahrhunderts
Im Juli 1879 begann die kurz zuvor gegründete Chicago & Western Indiana Railroad mit dem Bau einer Bahnstrecke von Dolton nach Chicago. Für die Errichtung der Endstation hatte das Unternehmen bereits ein Grundstück an der Van Buren Street erworben, konnte jedoch dafür zunächst keine Baugenehmigung erhalten – der damalige Bürgermeister, Carter Harrison, wollte keinen weiteren Bahnhof und die dazugehörigen Lagerhäuser in unmittelbarer Innenstadtnähe zulassen und schlug stattdessen einen Standort in der Nähe der 17th Street vor. Der schließlich ausgewählte Standort zwischen Taylor Street und Polk Street war letztendlich ein Kompromiss zwischen den sich widersprechenden Interessen der Stadt und des Unternehmens.:7,8
Im Jahr 1883 wurde daher der New Yorker Architekt Cyrus Lazelle Warner Eidlitz mit der Errichtung eines Bahnhofs an der Kreuzung Polk Street und Dearborn Street beauftragt:44, dessen Bau bis zum Jahr 1885 andauerte.:84 Die Verkehrsfreigabe erfolgte am 8. Mai 1885.:68
Vor der Fertigstellung des Bahnhofs endeten die von C&WI betriebenen Pendlerzüge in behelfsmäßig errichteten, temporären Bahnhöfen – zunächst in der Nähe der Archer Avenue, ab 1882 einige Blocks weiter nördlich an der Kreuzung 12th Street und State Street.:84
Neben den Chicago & Western Indiana-Pendlerzügen, die Chicagos Innenstadt mit dem südlichen Suburb Dolton verbanden, diente der Bahnhof auch als (End-)Station zahlreicher Fernverkehrsverbindungen anderer Bahnunternehmen, darunter der Chicago and Eastern Illinois Railroad, Erie Railroad, Grand Trunk Western Railroad, Monon Railroad und der Wabash Railroad.:84 Eine Besonderheit stellte die Atchison, Topeka and Santa Fe Railway dar: Anders als die zuvor genannten Unternehmen war sie nicht selbst an Chicago & Western Indiana beteiligt, sondern erhielt den Zugang zum Bahnhof über ein im Jahr 1888 auf 999 Jahre geschlossenes Mietverhältnis.:70
Gegen Ende des 19. Jahrhunderts geriet die Gegend um den Bahnhof stark in Verruf: Als Custom Levee District bezeichnet hatte sie sich zu einem berüchtigten Rotlichtviertel mit zahlreichen Bordellen, Pfandleihern und Saloons entwickelt. Zuhälter nutzten die Dearborn Station, um gutgläubige, junge (teils minderjährige) Frauen, die mit dem Zug aus den westlichen Kleinstädten nach Chicago gekommen waren, als Prostituierte zu rekrutieren. Nach der Jahrhundertwende schloss die Stadt den Rotlichtbezirk und es siedelten sich zahlreiche Unternehmen der Druckerei- und Verlagsbranche in der Gegend an, weswegen diese fortan als Printer's Row bezeichnet wurde.:97:32
Ab Oktober 1898 verfügte der Bahnhof über eine Fracht-U-Bahn-Station. Die Tunnel, die ursprünglich nur als Versorgungsschächte für Telefonkabel vorgesehen waren und erst nachträglich mit Schmalspurgleisen versehen wurden, dienten zum Transport von Post- und Paketsendungen sowie aufgegebenem Passagiergepäck zwischen den südlich des Bahnhofs gelegenen Lager- und Abfertigungsgebäuden und den anderen Bahnhöfen der Stadt. Das unterirdische Schienennetz wurde bis 1905 erweitert, verlor aber ab den Zwanzigerjahren rasch an Bedeutung und wurde bis 1940 aufgegeben.:36
Gegen Ende des Jahrhunderts verkehrten täglich durchschnittlich 122 Züge von bzw. zur Dearborn Station – dies entsprach etwa 17.000 Passagieren pro Tag.

### Aus- und Umbau im frühen 20. Jahrhundert
Im Jahr 1914 wurde an der Ostseite des Bahnhofs ein Anbau errichtet, der zur Abfertigung von Post- und Paketexpresszügen und Pendlerverkehr der Wabash, C&EI, GTW und C&WI dienen und so eine Überlastung des Hauptgebäudes verhindern sollte.:70
Im Jahr 1920 wurde die zuvor offene Bahnhofshalle überdacht.:84
Am 21. Dezember 1922 wurde das Gebäude bei einem Brand beschädigt. Die Abfertigung ankommender und abreisender Passagiere wurde kurzfristig in den (vom Feuer nicht betroffenen) östlichen Anbau und in die südliche Bahnhofshalle verlegt; der Zugverkehr wurde nicht eingestellt.:35
Im Rahmen der folgenden Restaurierung wurden das auffallend spitzwinklige Krüppelwalmdach des Uhrenturms, ebenso wie die (gleichfalls ungewöhnlich spitzwinkligen) Dachkonstruktionen des Empfangsgebäudes durch die heutige, flache Dachform ersetzt.:114
Beginnend in den 1920er Jahren und bis zur großflächigen Etablierung ziviler Linienflugverbindungen in den Fünfzigerjahren war der Bahnhof täglich eine Szene für die örtlichen Pressefotografen: Film- und Radiostars der boomenden kalifornischen Unterhaltungsindustrie, die nach Chicago kamen oder nach New York City weiterreisten, kamen häufig in der Dearborn Station an – kein anderer der städtischen Bahnhöfe bot so viele Verbindungen von bzw. nach Los Angeles.:97:57

### Hochzeit des Bahnverkehrs nach dem Zweiten Weltkrieg
Nach dem Zweiten Weltkrieg wurde die Dearborn Station umfassend modernisiert, nachdem vorherige Pläne zur Errichtung einer South Union Station, die den auf mehrere Bahnhöfe verteilten Fernverkehr verschiedener Bahnunternehmen an einem gemeinsamen Standort zusammenführen sollte, fehlgeschlagen waren.:84
Die von den Architekten Graham, Anderson, Probst & White geleitete Modernisierung kostete 500.000 US-Dollar (entspricht heute 6 Mio. $) und umfasste unter anderem die Zusammenlegung der zuvor getrennten Warte- und Bahnsteigbereiche sowie die Errichtung zweier öffentlich zugänglicher Treppen, die in das Zwischengeschoss führten, das über einen 48 × 24 Fuß (ca. 14,6 m × 7,3 ) großen Lichthof verfügte. Die Umbauten hatten zum Ziel, die Personenabfertigung effizienter zu gestalten und dem Gebäude ein moderneres Aussehen zu verleihen, indem das Mauerwerk verkleidet und zeitgenössisch dekoriert wurde.
Wenngleich die Dearborn Station den kleinsten der sechs Chicagoer Fernverkehrsbahnhöfe darstellte, war er doch einer der verkehrsreichsten: Zur Blütezeit des Bahnverkehrs nach dem Zweiten Weltkrieg bedienten sieben der 20 Eisenbahnunternehmen, die Personenfernverkehr von bzw. nach Chicago anboten, den Bahnhof.:69 Dies stellte eine organisatorische Herausforderung im Betriebsablauf dar: Um eine effiziente Nutzung der beschränkten Bahnsteigkapazität zu ermöglichen, wurden Züge unmittelbar nach dem Aussteigen der Passagiere durch ans Zugende angekoppelte Rangierlokomotiven wieder aus der Bahnhofshalle herausgeschleppt, sodass der Bahnsteig direkt für den nächsten einfahrenden Zug zur Verfügung stand.:84–85
Der Rangierverkehr für alle Züge bis auf jene der Atchison, Topeka and Santa Fe Railway wurde von der Chicago & Western Indiana Railroad erbracht.:70
AT&SF organisierte den Rangierbetrieb der eigenen Züge (darunter der Super Chief und der El Capitan) selbst und ließ – speziell für den Einsatz in der Dearborn Station – hierfür im Jahr 1956 ein eigenes Lokomotivmodell entwickeln: Alle drei von der Fairbanks, Morse and Company gebauten FM H-12-44TS kamen in der Dearborn Station zum Einsatz.:70 Eine dieser Lokomotiven, ATSF 543, ist heute im Illinois Railway Museum in Union ausgestellt.
Im Jahr 1945 steuerten in der Dearborn Station beginnende Züge 38 der 100 größten Städte der Vereinigten Staaten an. Unter den Destinationen befanden sich zahlreiche Regionen, die von keinem anderen der Chicagoer Bahnhöfe erreichbar waren, etwa Arizona, Louisiana, Texas, Südkalifornien und Ostkanada.:19

### Niedergang der Fernreisezüge in den 1950er und 1960er Jahren
Ab den Fünfzigerjahren entwickelte die Stadt zunächst Pläne, die Dearborn Station zu verlegen. Als neuer Standort war ein Areal etwas weiter westlich vorgesehen, unmittelbar zwischen der Grand Central Station und den Zufahrtsgleisen zur LaSalle Street Station. Der Haupteingang hätte sich auf der Südseite der Harrison Street, zwischen Wells Street und Sherman Street befunden. Die Gesamtkosten wurden, einschließlich der zugehörigen städtebaulichen Maßnahmen, auf 200 Mio. Dollar geschätzt. Die Verlegung hätte die drei genannten Fernverkehrsbahnhöfe geografisch näher aneinandergerückt und so Umstiege erleichtert.
Die Betreiber der Dearborn Station lehnten das Vorhaben jedoch ab und die Stadt hatte rechtlich keine Möglichkeit, die Verlegung des Bahnhofs zu erzwingen.
Die Stadt warb zwar für eine Gesetzesänderung, die es ihr ermöglicht hätte, die Verlegung der Bahnhofsanlagen verbindlich anzuordnen, blieb mit diesem Ansinnen jedoch letztlich erfolglos: Das Public Utitlities Committee des Senats von Illinois stimmte im Juni 1953 gegen eine solche Änderung. Die Chicago & Eastern Illinois Railroad hatte zuvor vorgebracht, dass die Zustimmung sie dazu zwingen könnte, den Personenverkehr aufzugeben.
Die steigende Popularität der zivilen Luftfahrt, sowie die zunehmende Motorisierung der Individualbevölkerung, die seit dem Beginn des Aufbaus des Interstate Highway Systems ab 1956 auch Fernreisen mit dem PKW praktikabel machte, führte zu einem massiven Rückgang der Nachfrage an Fernreisezugverbindungen. In der Folge konnten viele Bahnunternehmen ihre Verbindungen nicht mehr wirtschaftlich betreiben, waren jedoch gesetzlich zur Aufrechterhaltung des Angebots verpflichtet.
Es folgten zahlreiche Unternehmensfusionen: Die Erie Railroad fusionierte 1960 mit anderen defizitären Bahngesellschaften zur Erie Lackawanna Railroad, die Wabash Railroad ging 1964 in Norfolk & Western auf und die Züge der Chicago & Eastern Illinois Railroad wurden von der Louisville and Nashville Railroad übernommen.:70
Vor allem unter Bürgermeister Richard J. Daley nahmen Bestrebungen, die Dearborn Station (ebenso wie andere, südlich des Loops gelegene Bahnhöfe) zu schließen und die so freiwerdenden Flächen städtebaulich umzuordnen, wieder zu. Die zuvor zu Beginn des Jahrzehnts unternommenen Versuche der Konsolidierung mehrerer Bahnhöfe waren letztlich ergebnislos geblieben. 
Zwischenzeitlich war unter anderem eine Nachnutzung des Areals als Hochschulcampus der University of Illinois diskutiert worden.
AT&SF versuchte, dem durch einen Umzug zur Central Station (1972 stillgelegt; 1974 abgerissen) gerecht zu werden; allerdings gelang es dem Unternehmen nicht, sich aus dem auf hunderte Jahre geschlossenen Mietvertrag für die Dearborn Station zu lösen.:70

### Einstellung des Bahnverkehrs und Teilabriss in den Siebzigerjahren

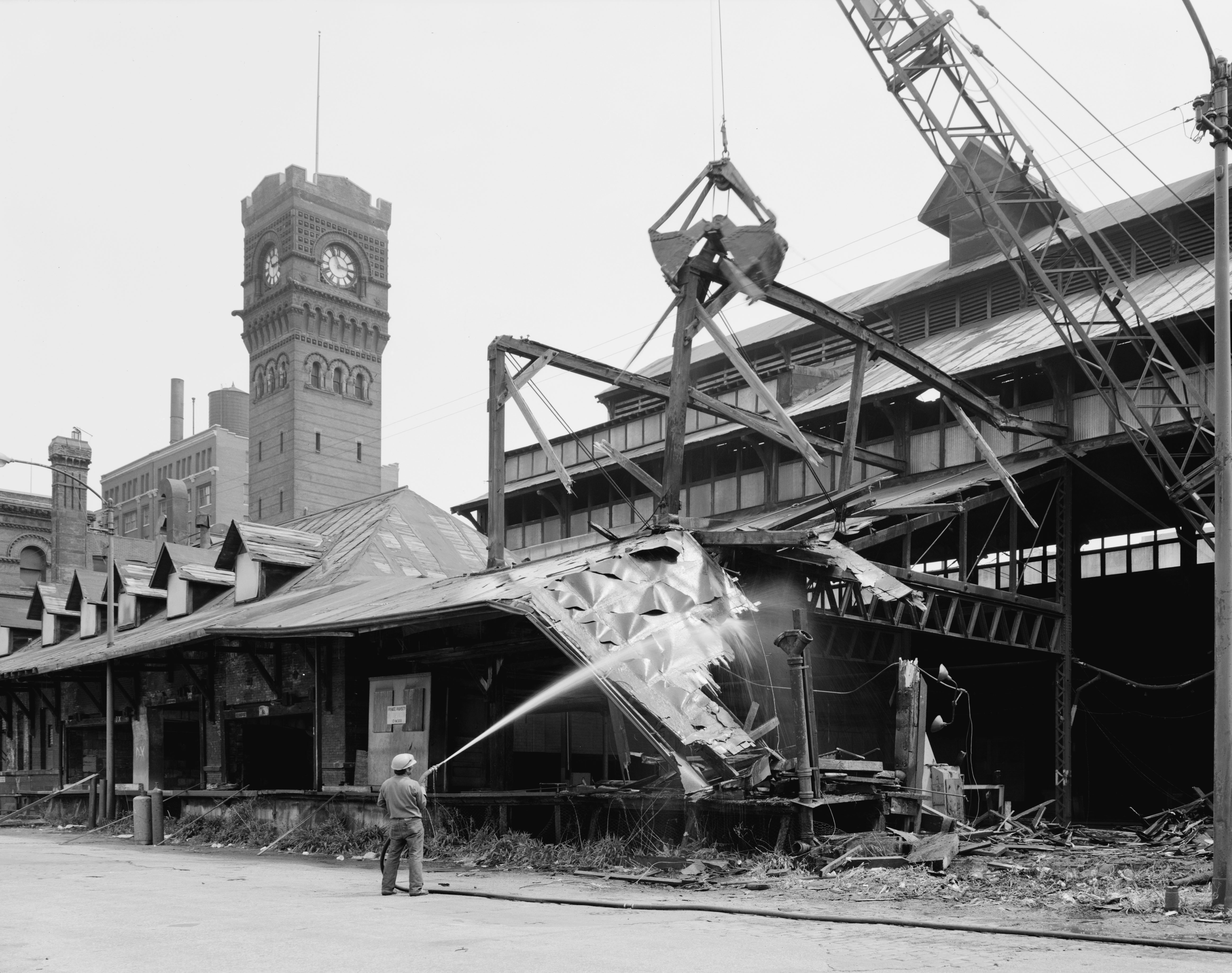
Abrissarbeiten im Jahr 1976

Mit der Übernahme des Personenfernverkehrs durch Amtrak wurde selbiger in der Union Station konzentriert, so dass 1971 die zuvor von der Atchison, Topeka and Santa Fe Railway gefahrenen Züge dorthin verlegt wurden. Die anderen noch verbliebenen Fernverbindungen der Grand Trunk Western Railway, Norfolk and Western Railway und Louisville and Nashville Railroad wurden eingestellt.:85
Am 30. April 1971 verließ mit dem GTW International Limited nach Port Huron der letzte ausgehende Zug die Dearborn Station; die letzten ankommenden Züge waren der San Francisco Chief und der Grand Canyon der Atchison, Topeka and Santa Fe Railway am 2. Mai.:70
Damit kam die Nutzung der Dearborn Station als Fernverkehrsbahnhof nach 86 Jahren zu einem Ende.
Nach der Schließung des Bahnhofs für den Fernverkehr errichtete Norfolk & Western westlich der nunmehr ungenutzten Fernverkehrsanlagen einen einzelnen, auch als Polk Street Station bezeichneten Bahnsteig für den verbliebenen Pendlerzug Orland Park Cannonball nach Orland Park (heute Teil der METRA-Strecke SouthWest Service). Im Dezember 1976 wurde jedoch auch dieser Zug zur Union Station verlegt und damit der letzte verbleibende Zugverkehr auf dem Gelände der Dearborn Station eingestellt.:85:71
Im Mai desselben Jahres war bereits die Bahnhofshalle abgerissen worden, nachdem Versuche von Denkmalschützern, selbige zu erhalten, gescheitert waren.:85 Der zügige Abriss war durchaus von strategischer Natur: Chicago & Western Indiana, nach wie vor Eigentümer der Anlagen, hatte befürchtet, die Stadt könne den Forderungen von Denkmalschützern nach einer Einstufung der Bahnhofshalle als städtisches Wahrzeichen nachkommen, was die Möglichkeiten der Nachnutzung des Areals erheblich eingeschränkt hätte.

### Versuche der Umnutzung ab den späten Siebzigerjahren
Es folgten mehrere Eigentümerwechsel: Im Jahr 1977 erwarb die Dearborn Park Corp. das umgebende Areal von insgesamt 335 Acres (ca. 136 Hektar), darunter auch das Bahnhofsgebäude, um auf dem Gelände ein modernes Wohnviertel zu errichten, verkaufte das Bahnhofsgebäude selbst aber 1978 für ca. 200.000 US-Dollar  an die städtische Chicago Public Building Comission.
Die Stadt gab im Verlauf der Jahre fast 1 Mio. Dollar für Machbarkeitsstudien aus, die eine Umnutzung des Gebäudes als Grundschule und Gemeindezentrum zum Ziel hatten, setzte diese Pläne jedoch aufgrund der damit verbundenen Kosten letztlich nicht um.
Mit der Community Resources Corp. fand sich ein potentieller Investor, der das Gebäude zu einem Einzelhandelszentrum incl. Supermarkt für das gerade entstandene, nahegelegene Wohnviertel Dearborn Park zu entwickeln beabsichtigte – mit der lokalen Supermarktkette Treasure Island Foods war auch bereits ein Ankermieter gefunden worden. Letztlich scheiterte das Projekt jedoch daran, dass Community Resources Corp. nicht in der Lage war, die für den Erwerb und die Sanierung des Gebäudes erforderliche Finanzierung aufzubringen.
1982 kaufte die First Federal Savings & Loan Association of Chicago das Gebäude von der Stadt im Rahmen einer Versteigerung für 980.500 Dollar. Das Unternehmen hatte angekündigt, das Gebäude für ca. 10 Mio. Dollar zu sanieren und als temporären Unternehmenssitz zu nutzen, bis ein geplanter Wolkenkratzer im Loop als neuer Hauptsitz fertiggestellt würde. Andauernde wirtschaftliche Verluste des Unternehmens verhinderten jedoch die Umsetzung dieser Pläne.
1983 wurde First Federal von der New Yorker Citicorp übernommen und der neue Eigentümer bemühte sich alsbald um den Verkauf des Gebäudes.
1984 schlossen sich der San Franciscoer Architekt Herbert P. McLaughlin, der Immobilienentwickler Harvey G. Oppmann und der Immobilienanwalt Ed Conner als Dearborn Street Associates zusammen, übernahmen das Gebäude für 1,2 Mio. US-Dollar von Citicorp und investierten in die Sanierung und Umgestaltung der Dearborn Station zu einem Stadtteilzentrum mit Einzelhandels- und Büroflächen. Bemerkenswert ist, dass der Verkehrswert der über die Jahre teilweise stark verfallenen Immobilie zum Zeitpunkt der Übernahme auf nur ca. 500.000 US-Dollar geschätzt wurde.

### Nachnutzung des Geländes und Dearborn Station heute
Während das Empfangsgebäude erhalten (und ab 1985 zur Nutzung als Büro- und Einzelhandelsfläche umgestaltet:50) wurde, wurden die Gleisanlagen (einschließlich der von Süden her kommenden Zufahrtsgleise) vollständig zurückgebaut.:85:71
An ihrer statt wurde auf 51 Acres (entspricht ca. 20,6 Hektarn) ehemaliger Gleisflächen bis 1979 das Wohnviertel Dearborn Park errichtet.:277
Die Nord- und Ostseite des Empfangsgebäudes sind im Wesentlichen original erhalten. Die sich ursprünglich nach Süden hin anschließende Bahnhofshalle mit den Bahnsteigen wurde 1976 abgerissen – heute befindet sich an dieser Stelle ein kleinerer, moderner Anbau.
Am 26. März 1976 wurde das Gebäude ins National Register of Historic Places aufgenommen; seit dem 2. März 1982 gilt es zudem als Chicago Landmark und steht damit praktisch unter Denkmalschutz.
Gegenwärtig beherbergt die Dearborn Station ein Einkaufszentrum mit Büroflächen sowie Einzelhandels- und Gastronomiebetrieben:71, darunter den Jazzclub The Jazz Showcase.

## Architektur

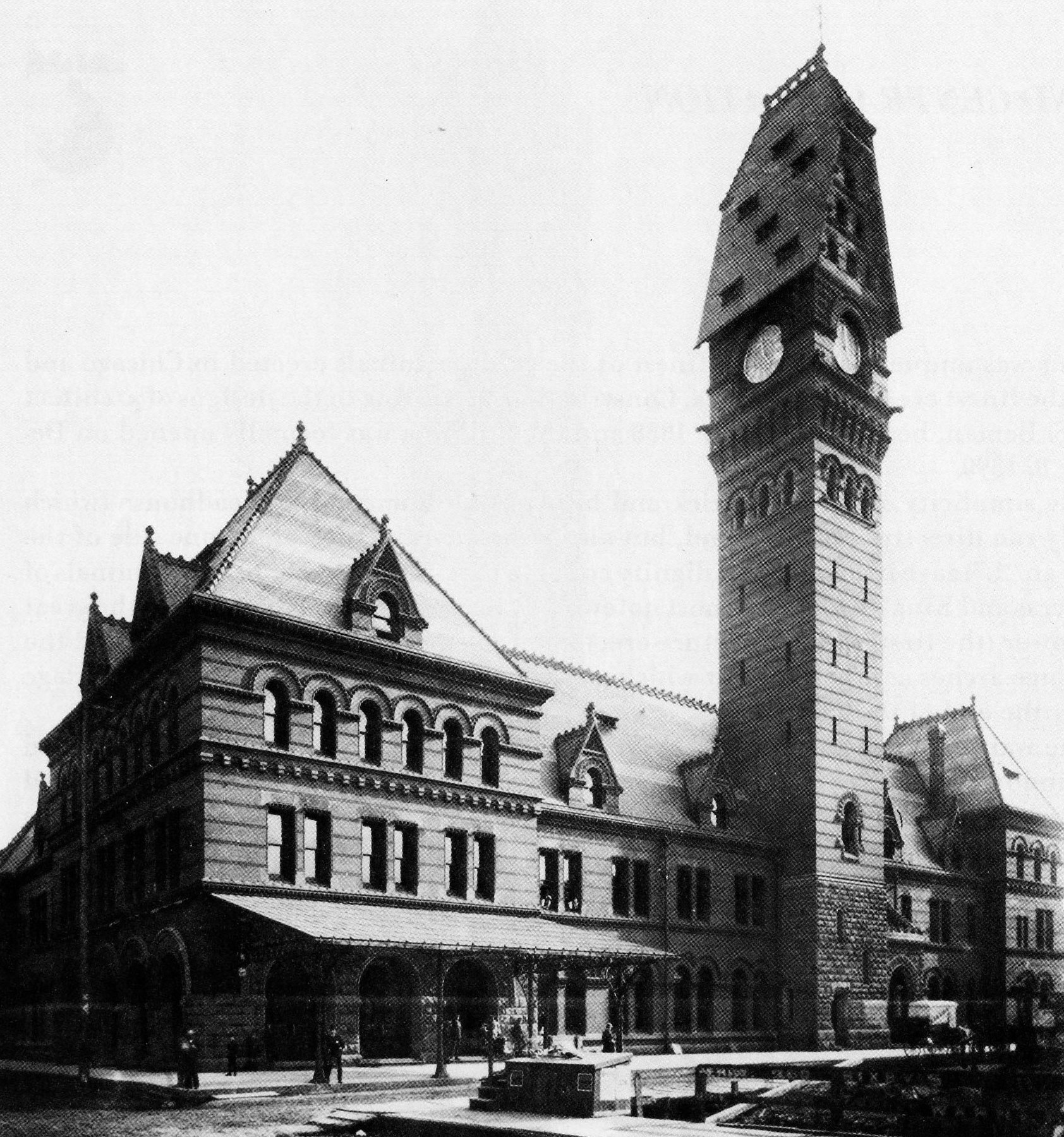
Empfangsgebäude und Uhrenturm mit den originalen, spitzen Dächern vor dem Brand im Jahr 1922

Das anfänglich zunächst zwei-, später dreigeschossige Empfangsgebäude ist als viktorianisches Bauwerk aus rotem Backstein im neuromanischen Stil ausgeführt. Der Fassadensockel besteht aus rotem Granit, einzelne Dekorelemente der Fassade aus Terrakotta-Ziegeln.:69:18
Das Tragwerk des Gebäudes ist in Massivbauweise errichtet.:2
Die nach Norden hin liegende Hauptfassade des Empfangsgebäudes ist 212 Fuß (ca. 65 m) breit. An der Ost- und Westseite schließen sich nach Süden hin entlang Plymouth Place bzw. Federal Street verlängerte Gebäudetrakte an:2, sodass sich insgesamt ein U-förmiger Grundriss ergibt.
Die Fassade des Gebäudes ist asymmetrisch geteilt: Die Nordostecke des Gebäudes, der ursprünglich als Zugang zu den Warteräumlichkeiten fungierte, ist stärker abgesetzt als die Nordwestecke; zudem ist der Uhrenturm gegenüber der Fassadenmitte leicht nach Westen verschoben.:2
Die Fenster und Türen im Erdgeschoss, sind, ebenso wie manche der Fenster des zweiten Obergeschosses, bogenförmig gestaltet; die Fenster im dazwischenliegenden ersten Obergeschoss sind allesamt rechteckig und die dazugehörigen Fensterstürze sind mit Ornamenten verziert. Der Turm verfügt über ein horizontal mittig angebrachtes Bogenfenster auf Höhe des zweiten Obergeschosses und jeweils drei weitere, nebeneinander positionierte Bogenfenster an jeder Seite des Turms unmittelbar unterhalb der Uhr.:2
Die einzelnen Gebäudeteile waren ursprünglich separat überdacht; die seitlichen Gebäudeflügel verfügten über Walmdächer, der Mittelteil über ein Satteldach und der Turm war mit einem spitzwinkligen Krüppelwalmdach versehen. Die Gebäudedächer verfügten über dreieckige Gauben, in denen sich jeweils ein Bogenfenster befand.:2
Nach einem Brand des oberen Gebäudeteils im Jahr 1922 wurde die zerstörte, spitze Dachkonstruktion durch die bis heute bestehende flache Dachform ersetzt. Im Rahmen der Sanierung wurde zudem der zuvor zweigeschossige mittlere Gebäudeteil um ein zweites Obergeschoss ergänzt.:4
Im Erdgeschoss des Empfangsgebäudes befanden sich die Fahrkartenschalter sowie Warte- und Gepäckräume; die beiden Obergeschosse nutzten die Bahngesellschaften als Büros.:84 Die Bahnhofshalle schloss sich in südlicher Richtung an das Empfangsgebäude an und umfasste acht Bahnsteiggleise.:84:2
Das Bahnhofsgelände wurde von zwei Straßen durchschnitten: Der in Nord-Süd-Richtung verlaufende Plymouth Court trennte das Hauptgebäude vom 1914 ergänzten östlichen Anbau; die seinerzeit nach Osten bis zur State Street heranreichende Taylor Street kreuzte die Bahnsteiggleise unmittelbar südlich der Bahnhofshalle.:70